# Stausee Gibidum
De Stausee Gibidum is een stuwmeer gelegen in de vallei van de Massa gevoed door het smeltwater van de Aletschgletsjer in de zuidelijke Berner Alpen in het kanton Wallis in Zwitserland.
De oppervlakte bedraagt 0,21 km² en doorheen het stuwmeer loopt de gemeentegrens tussen de gemeenten Naters en Riederalp.
De sterke fluctuaties op het debiet van de Massa zorgden soms voor plaatselijke overstromingen in de Rhônevallei bij Naters. Om dit te bedwingen, en gegeven het potentieel aan waterkracht voor een elektriciteitscentrale werd in 1957 de vennootschap Electra-Massa SA opgericht om een stuwdam te bouwen en met de waterkracht van het stuwmeer een elektriciteitscentrale te voeden. 
De bouw van de Gibidumdam begon in 1964 en werd voltooid in 1967. De boogdam heeft een hoogte van 122 m en een toplengte van 327 m. De elektriciteitscentrale gebouwd in Bitsch in de Rhônevallei werd in 1969 in gebruik genomen. Aanvankelijk waren slechts twee peltonturbines, elk met een vermogen van 100 MW, geïnstalleerd, maar een derde turbineput was voorzien. De bouwkosten van de gehele centrale bedroegen 148 miljoen Zwitserse frank. Tijdens een verbouwing in 1980 werd een extra peltonturbine van 140 MW geïnstalleerd, waardoor de totale turbinecapaciteit van de centrale op 340 MW kwam. Gemiddeld heeft de centrale een jaarproductie van 564 GWh.
Ongebruikelijk is dat de productiepiek van deze opslagcentrale zeer uitgesproken in de zomer ligt, wanneer het water van de smeltende sneeuw in het stroomgebied dagelijks moet worden verwerkt en 97% van de jaarlijkse productie wordt geleverd. In de winter wordt de centrale dan ook enkel ingeschakeld om piekbelastingen op te vangen. Maar toch heeft deze centrale in Bitsch relatief een zeer hoge jaarlijkse productie. Deze hoge productie in de zomer wordt voornamelijk gebruikt om vanuit de over meerdere valleien aanwezige aanvoerleidingen water in het Lac des Dix te pompen.
Een ander specifiek kenmerk van het stuwmeer is dat 65% van het stroomgebied vergletsjerd is. Dit leidt tot een hoge bedbelasting, wat leidt tot ernstige slijtage aan de turbinewielen van de energiecentrale. Het reservoir moet daarom jaarlijks worden doorgespoeld, wat de productie van de centrale twee tot drie dagen onderbreekt en ongeveer 400.000 m³ water uit het reservoir vereist. Het puin wordt dan verwijderd onder meer door de onderste uitlaat van de damwand te openen.